# Yevgueni Shorni
Yevgueni Shorni es un deportista soviético que compitió en remo. Ganó una medalla de bronce en el Campeonato Mundial de Remo de 1977, en la prueba de doble scull.

## Palmarés internacional
| Campeonato Mundial | Campeonato Mundial       | Campeonato Mundial | Campeonato Mundial |
| Año                | Lugar                    | Medalla            | Prueba             |
| ------------------ | ------------------------ | ------------------ | ------------------ |
| 1977               | Ámsterdam (Países Bajos) | Medalla de bronce  | Doble scull        |